# Рукн ад-Дин Хуршах
Рукн ад-Ди́н аль-Хаса́н ибн Муха́ммад Хурша́х (1230 — 1256) — сын Ала ад-Дина Мухаммада III и 27-й исмаилитский имам.
Правил ровно один год в качестве восьмого и последнего правителя Аламута в неспокойный период, совпавший с монгольским вторжением в Персию.
Имам Рукн ад-Дин провёл долгую серию переговоров с вторгшимися монголами, и под руководством которого замок Аламут был сдан Монгольской империи, что ознаменовало конец Низаритского государства в Персии.

## Биография

### Ранняя жизнь
Рукн ад-Дин Хасан по прозвищу Хуршах или Хваршах родился в 627 году хиджры/1230 году нашей эры. Когда он был ещё ребенком, его отец объявил его своим преемником. Персидский историк Джувейни пытался исказить низаритскую линию имамата, но в одном месте он с любопытством пишет:
И сегодня лидер [Рукн ад-Дин Хуршах] еретиков (неправильное название, используемое для исмаилитов) Аламута ведёт свое происхождение от этого сына [Низара].
Его отец, имам Ала ад-Дин Мухаммад, должным образом позаботился о началах его формального образования дома под личным присмотром. Когда он подрос, отец назначил его своим заместителем для расследования нескольких случаев беспорядков в некоторых замках, наказав подчиняться его приказам как своим собственным. Сообщается, что в 653/1255 году, перед смертью своего отца, он посетил Сирию с письмом своего отца. Рукну была предоставлена строгая охрана, и куда бы он ни направлялся, его сопровождал небольшой отряд вооружённых людей в качестве охраны. Рассказывают, что он более года оставался в замках Рудбара и Кухистана для создания новой административной структуры, и поэтому враги исмаилитов сочли преувеличением то, что его отношения с отцом ухудшились.
Три дня спустя, приняв имамат, Рукн послал армию, которой приказал его отец, против Шал-Руда в районе Хельхаль. Силы исмаилитов заняли замок после небольшого боя.

### Поход монголов

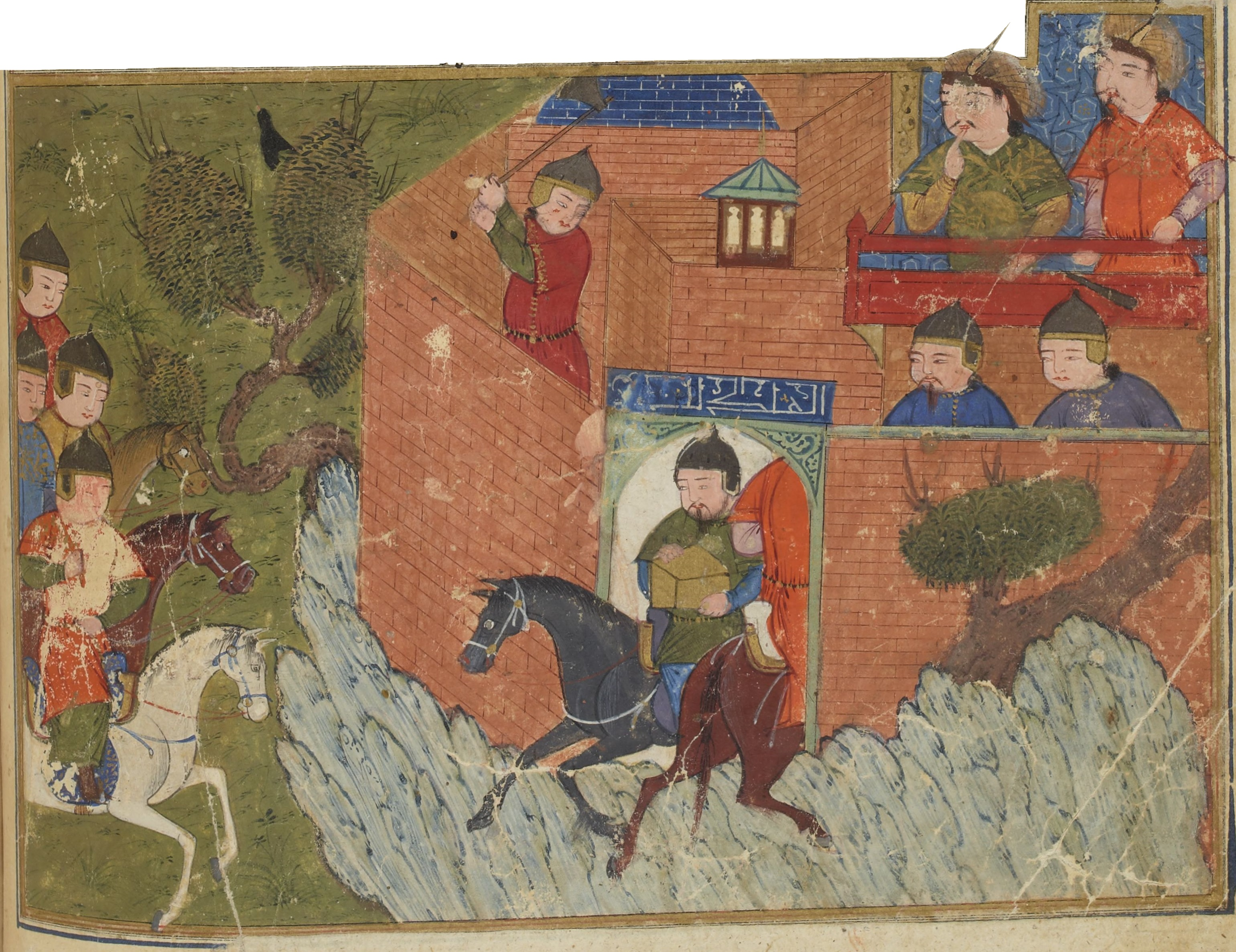
Занятие Аламута монголами. Джами ат-Таварих, Рашид ад-Дин, XV век.

В 1256 году Рукн ад-Дин начал серию жестов, демонстрирующих его покорность вторгшимся монголам. В знак своей уступчивости и по требованию Хулагу-хана Рукн ад-Дин начал процесс демонтажа замков Аламут, Маймун-диз и Ламбсар, демонтируя башни и зубчатые стены.
Однако с приближением зимы Хулагу воспринял эти жесты как средство отсрочки захвата замков, и 8 ноября 1256 года монгольские войска быстро окружили крепость Маймун-диз и резиденцию имама. После четырёх дней предварительной бомбардировки со значительными потерями для обеих сторон монголы собрали свои мангонели вокруг замка, готовясь к прямой осаде. На земле все ещё не было снега, и нападения продолжались, вынудив Рукн ад-Дина объявить о своей капитуляции в обмен на безопасный проезд для него и его семьи. После очередной бомбардировки Рукн ад-Дин спустился с Маймун-диза 19 ноября.
Как писал иранский историк Рашид ад-Дин Фазлуллах Хамадани :
«Когда Хулагу-хан увидел Хуршаха, он понял, что (тот) юн, неопытен и неразумен (заметим в этой связи, что сей якобы юный и неопытный Хуршах, после убийства своего отца, и глазом не моргнув, приказал одному из своих «фидаинов» заколоть убийцу — тоже, между прочим, низарита!, а сыновей убийцы повелел сжечь на площади на глазах у всего «честного народа»! Он обласкал его и обнадёжил посулами (чтобы с его помощью скорее сломить сопротивление измаилитов)».
Оказавшись в руках Хулагу, Рукн ад-Дин был вынужден отправить сообщение о капитуляции во все замки в долине Аламут. В крепости Аламут монгольский принц Балагай повёл свои войска к основанию замка, призывая к капитуляции командующего Аламутом Мукаддам ад-Дина. Было постановлено, что если он сдастся и поклянётся в верности кагану в течение одного дня, жизни тех, кто был в Аламуте, будут пощажены. Мукаддам ад-Дин неохотно согласился и задался вопросом, было ли сообщение имама о капитуляции на самом деле актом принуждения. Повинуясь имаму, Мукаддам и его люди спустились из крепости, а монгольская армия вошла в Аламут и начала его разрушение. Многие другие крепости уже подчинились, поэтому сопротивление Мукаддама привело бы не только к прямому сражению за замок, но и к явному нарушению инструкций имама, что значительно повлияло бы на клятву командира исмаилитов о полном повиновении имаму.

### Смерть
Зафиксированное отношение Хулагу к сдавшемуся имаму выглядит двусмысленным; временами он относился к Хуршаху с большим почтением и относился к нему с «вниманием и добротой», даже преподнося ему щедрые подарки. Тем не менее, имам в конце концов попросил Хулагу позволить ему лично посетить монгольского кагана. Когда Рукн ад-Дин прибыл в Монголию, Мункэ упрекнул его и потребовал сдачи оставшихся замков, таких как Гердкух и Ламбсар. На обратном пути на родину Рукн ад-Дин был казнён в 1256 году близ Тоунгата (بنغات; чтение неопределённое, возможно, имеется в виду горы Танну-Ола).
Ему наследовал его сын Шамс ад-Дин Мухаммад.